# Torondoy
Torondoy es una ciudad del norte del Estado de Mérida, capital del Municipio Justo Briceño en el sur del Lago de Maracaibo, en Venezuela.

## Historia

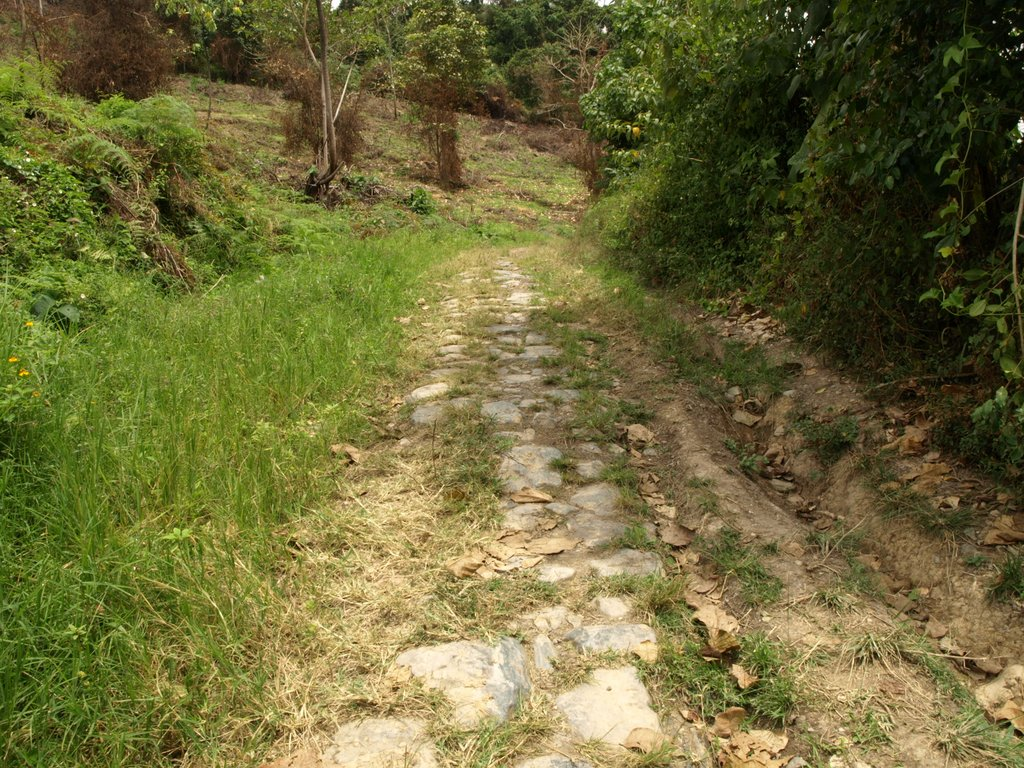
Vestigios del Camino Real de Torondoy

Entre los pueblos originarios que habitaban la región entre Piñango y el lago de Maracaibo se encontraban los Torondoyes, grupo indígena temido por su belicosidad, quienes enfrentaron a los expedicionarios bajo el mando de Alonso Desperanza en 1559, enviados por el capitán español Juan Maldonado para explorar las comarcas nevadas de la cordillera del norte.
En 1592 los vecinos de Mérida autorizaron a Gonzalo de Piña Lidueña a fundar Gibraltar por su necesidad de un puerto dotado con aduana para comercializar con el Caribe y España, esto impulsó el desarrollo de toda la región desde la cuenca alta del Chama hasta el piedemonte barinés, así lo menciona Nelly Velázquez:
“…en torno al puerto de Gibraltar en la desembocadura del Río Chama, a través del cual se realizaba el intercambio comercial de las ciudades de Mérida y Barinas, así como también cierto volumen del comercio de La Grita y San Cristóbal. Dos vías fundamentales siguieron el comercio que se produjo desde la ciudad de Mérida hacia el Puerto de Gibraltar. Por un lado, la vía fluvial por el río Chama y el camino de recuas que partía desde Mucuchíes, atravesando los páramos y el pueblo de Torondoy, hasta llegar a Gibraltar en la costa sur del Lago de Maracaibo. Por otra parte, el camino que comunicaba a Mérida con Barinas y que constituye una de las bifurcaciones del camino real en el sitio de Apartaderos, fue la vía seguida por el tráfico comercial que se efectuó desde Barinas y Pedraza a través del Puerto de Gibraltar. También por este puerto se realizaba ocasionalmente el intercambio comercial desde La Grita, San Cristóbal y Pamplona. Este tráfico se produjo a través del camino real que comunicaba estas ciudades con Mérida.”
Durante la época de la colonia los Torondoyes quedaron bajo el resguardo de los Agustinos, quienes fundaron los primeros pueblos de indios en las aldeas de Torondoy  en 1590, La Mesa (Mucumpíz) en 1600, El Cogollal, La Cuesta en 1602; y como pueblos de doctrinas fundaron Mucumpiche (Mucumpíz) el 10 de marzo de 1593 y Torondoy (Santa Apolonia) en 1602. Otra misión religiosa que participó en la transformación pacífica de los habitantes originarios fue la de los Dominicos. Posteriormente esta misma orden religiosa funda a Torondoy como pueblo de doctrina en 1650. Durante varios años, los misioneros doctrineros enfrentaron una tenaz resistencia por parte de los habitantes originarios, lo que dificultó sus esfuerzos de evangelización y asentamiento en la región. No fue sino hasta 1830 cuando se fundó formalmente el actual pueblo de Torondoy, obra atribuida a don Antonio María Quintero.
Posteriormente, en 1867, Torondoy fue designado capital de la parroquia civil homónima, consolidando así su carácter administrativo en el ámbito regional. En 1904, con la reorganización político-territorial del estado, se convirtió en la capital del recién creado Distrito Torondoy, el cual sería rebautizado en 1935 como Distrito Gómez, aunque esta denominación tuvo poca duración. En 1936, se estableció de manera definitiva el nombre de Distrito Justo Briceño, en homenaje al reconocido jurisconsulto andino.
Ya en tiempos contemporáneos, en 1993, el entonces gobernador del estado Mérida, Jesús Rondón Nucete, impulsó una serie de obras de restauración en la localidad de Torondoy, orientadas a la recuperación de su patrimonio urbano y vial.

## Puntos de interés

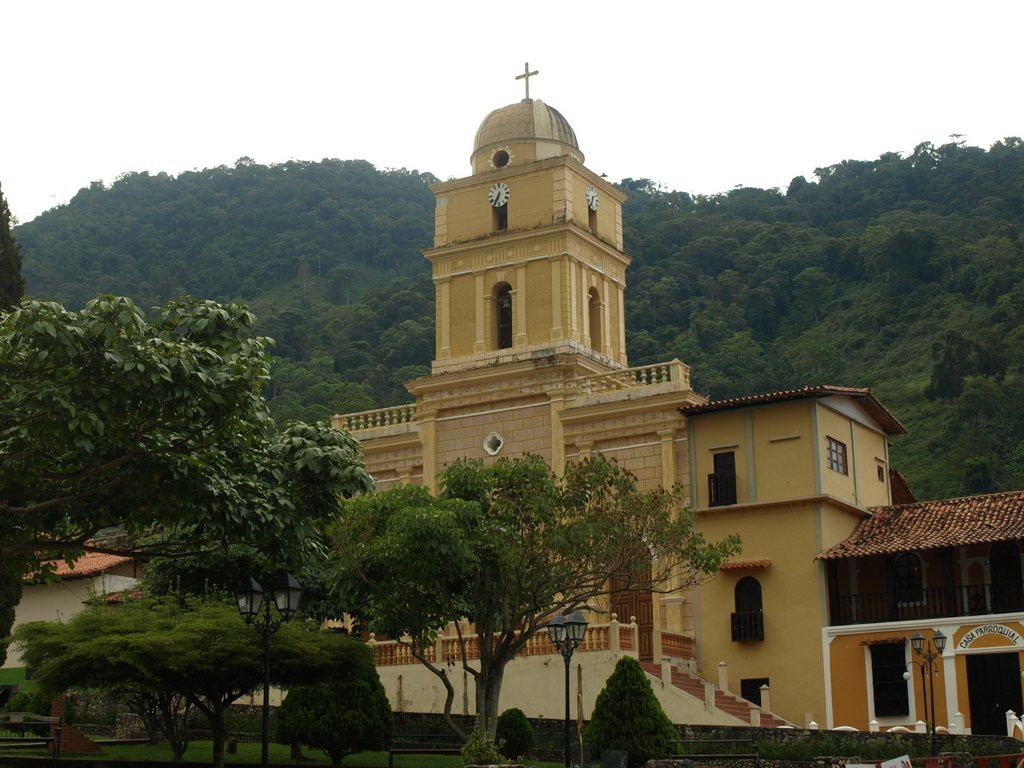
Iglesia San José de Torondoy.

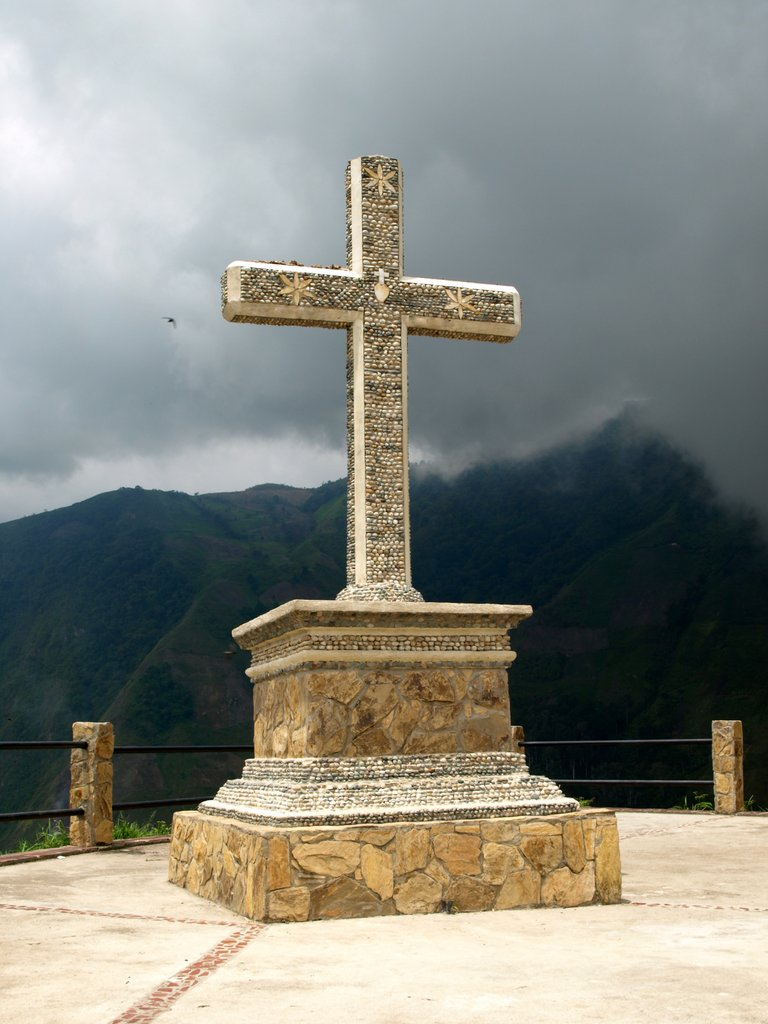
Alto de la Cruz

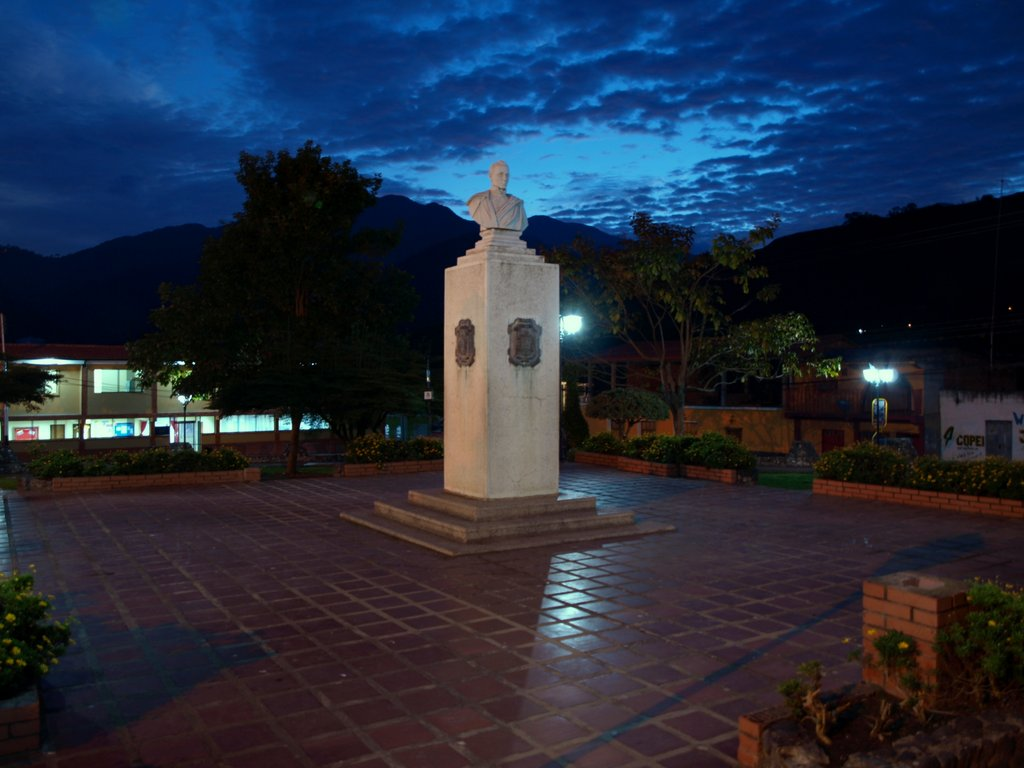
Plaza Bolívar de Torondoy

- Casa de la Cultura Don Antonio María Quintero

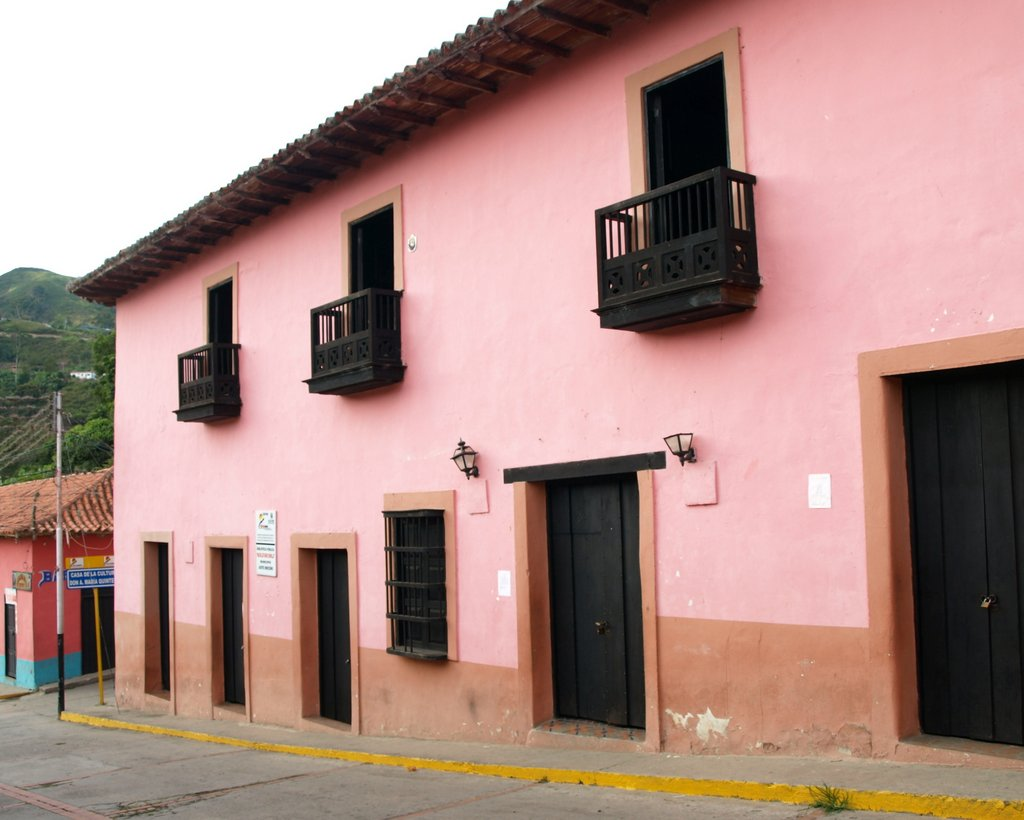
Casa de la Cultura "Don Antonio María Quintero"

- Iglesia de San José de Torondoy
- Plaza Bolívar
- Alto de la Cruz
- Mirador Anton Goering

## Economía
La agricultura es la base económica del poblado, el cambur, apio y el café son los principales cultivos. Además del turismo que en su mayoría proviene de la Zona Sur del Lago y de Maracaibo.

## Ubicación
Su ubicación geográfica está en las coordenadas 9º 22' norte y 71° 0' oeste. Se encuentra a una altitud de 1.051 m s. n. m. Tiene una temperatura promedio anual de 21 °C

## Festividades
Las principales festividades religiosas de Torondoy se realizan en honor a San José, 19 de marzo;  la Santa Cruz,  el 3 de mayo;  San Isidro, 15 de mayo y la Virgen de la Inmaculada Concepción el 8 de diciembre.